# Günther Draub
Günther Draub (* 9. November 1902 in Gleiwitz; † 18. Januar 1957) war ein hessischer Politiker (GB/BHE, SPD) und Abgeordneter des Hessischen Landtags.
Günther Draub besuchte 1912 bis 1921 das Gymnasium und studierte danach Rechts- und Staatswissenschaften in Breslau. Das Studium schloss er 1925 mit dem Referendarexamen und nach dem juristischen Vorbereitungsdienst in Gleiwitz und Breslau 1929 mit dem Assessorexamen in Berlin ab. Später folgte die Promotion. Seit 1929 war er als Rechtsanwalt, später auch Notar in Gleiwitz tätig. Nach 1945 musste er aus seiner Heimat flüchten und arbeitete seit November 1945 als Rechtsanwalt und Notar in Hofgeismar.
Er war Mitbegründer und Vorstandsmitglied der Demokratischen Wirtschafts- und Aufbaugemeinschaft Hessen (DWA), später Vorsitzender der Unabhängigen Deutschen Gemeinschaft Hessen und nach deren Zusammenschluss mit der Gründungsorganisation des BHE bis 1953 Landesvorsitzender des BHE Hessen. Am 3. September 1953 trat er aus dem GB/BHE aus und am 4. Oktober 1953 in die SPD ein. Vom 1. Dezember 1950 bis zum 30. November 1954 war er Mitglied des Hessischen Landtags und dort vom 3. Dezember 1950 bis zum 3. September 1953 stellvertretender Vorsitzender der GB/BHE-Landtagsfraktion.